# 藤沢市立駒寄小学校
藤沢市立駒寄小学校（ふじさわしりつ こまよせしょうがっこう）は、神奈川県藤沢市大庭にある公立小学校で、藤沢市31番目の小学校として、湘南ライフタウンに開校した。

## 沿革
- 1981年（昭和56年）4月1日 - 藤沢市立駒寄小学校として開校
- 1981年（昭和56年）4月3日 - 学区変更で転入学児童400名（藤沢市立大庭小学校から366名）
- 1981年（昭和56年）4月30日 - プール完成
- 1981年（昭和56年）6月1日 - 開校記念日として制定
- 1981年（昭和56年）6月26日 - 校歌制定
- 1983年（昭和58年）4月5日 - プレハブ2教室を増設
- 1993年（平成5年）5月1日 - 児童630名
- 2003年（平成15年）5月 1日 - 児童597名
- 2013年（平成25年）4月5日 - 児童数538名[2]

## 教育目標
- 自ら考え、判断し、行動できる子の育成[3]

## 学区
- 大庭5224～6797の一部
- 石川635～795の一部
- 石川４丁目の一部[4]

## 進学先
- 藤沢市立大庭中学校
- 藤沢市立滝の沢中学校

## アクセス
- 小田急電鉄・相模鉄道・横浜市営地下鉄の湘南台駅西口から神奈川中央交通バスで20分
- 小田急電鉄江ノ島線・善行駅より徒歩で25分

## 著名な出身者
- 遠野遥（小説家）[5]